# تافی اوکانل
تافی اوکانل (انگلیسی: Taaffe O'Connell؛ زادهٔ ۱۴ مهٔ ۱۹۵۱) یک هنرپیشه اهل ایالات متحده آمریکا است. وی از سال ۱۹۷۴ میلادی تاکنون مشغول فعالیت بوده‌است.

## گزیده فیلمشناسی
از فیلم‌ها یا برنامه‌های تلویزیونی که وی در آن نقش داشته‌است می‌توان به آثار زیر اشاره کرد.
- راکی ۲ (۱۹۷۹)
- نایت رایدر (مجموعه تلویزیونی ۱۹۸۲) (۱۹۸۴)
- دالاس (۱۹۹۰)
- پایین‌رفتن در لا-لالند (۲۰۱۱)
- تغییر کردن (۲۰۱۱)